# Габріель Корреа
Габріель Коррея (ісп. Gabriel Correa, нар. 13 січня 1968, Монтевідео) — уругвайський футболіст, що грав на позиції півзахисника. По завершенні ігрової кар'єри — тренер.
Виступав, зокрема, за клуби «Рівер Плейт» (Монтевідео), «Мерида» та «Севілья», а також національну збірну Уругваю, у складі якої був учасником чемпіонату світу та Кубка Америки.

## Клубна кар'єра
У дорослому футболі дебютував 1982 року виступами за команду «Рівер Плейт» (Монтевідео), в якій провів шість сезонів, після чого один рік грав у складі «Пеньяроля».
1994 року Корреа перебрався до Іспанії, ставши гравцем «Реала Мурсії», де провів три сезони у другому і третьому дивізіонах країни, а влітку 1993 року став гравцем вищолігового клубу «Реал Вальядолід». 5 вересня 1993 року уругваєць дебютував в іспанській Прімері, вийшовши в основному складі в домашньому поєдинку проти хіхонського «Спортінга» (0:1), втім основним гравцем не став, зігравши за сезон лише 20 ігор чемпіонату.
В результаті влітку 1994 року Габріель повернувся до другого дивізіону, підписавши угоду з «Меридою». З командою за підсумками сезону 1994/95 посів 1 місце і вийшов у Прімеру. 9 вересня 1995 року він забив свій перший гол у найвищій іспанській лізі, вивівши свою команду вперед у рахунку в гостьовій грі з «Барселоною» (2:2). Загалом уругваєць зіграв у 34 іграх чемпіонату і забив 3 голи, але команда посіла 21 місце і вилетіла назад до Сегунди. Там команда з Габріелем знову стала чемпіоном у сезоні 1996/97 і повернулась до Прімери, але і цього разу втриматись в еліті клуб з Мериди не зумів, посівши 19 місце, після чого уругваєць покинув клуб.
Влітку 1998 року Корреа уклав контракт з «Севільєю», якій теж допоміг вийти до Прімери у першому ж сезоні, але у серпні 1999 року він отримав серйозну травму ахіллового сухожилля, яка залишила півзахисника поза грою більше ніж на один рік і у вищому дивізіоні за клуб він так і не зіграв.
Завершив ігрову кар'єру у команді «Еркулес», за яку виступав протягом сезону 2000/01 років у третьому іспанському дивізіоні.

## Виступи за збірну
Корреа брав участь у молодіжному чемпіонаті Південної Америки 1987 року в Колумбії разом із молодіжною збірною Уругваю U-20. Під час турніру він зіграв у всіх семи іграх і забив два голи, посівши з командою 4 місце.
1 листопада 1988 року дебютував в офіційних матчах у складі національної збірної Уругваю в грі Кубка Хуана Пінто Дурана проти Чилі (1:1), в якій отримав червону картку. А вже наступного року Корреа як основний гравець поїхав на розіграшу Кубка Америки 1989 року у Бразилії, де разом з командою здобув «срібло».
Згодом у складі збірної був учасником чемпіонату світу 1990 року в Італії, де зіграв в одному матчі групового етапу з Іспанією. Цей матч, зіграний 13 червня, став останнім для Габріеля у збірній. Загалом протягом кар'єри в національній команді, яка тривала 3 роки, провів у її формі 19 матчів, забивши 2 голи.

## Кар'єра тренера
Після завершення ігрової кар'єри приєднався до «Реала Мурсії», де спочатку працював з молодіжними командами, а 2005 року увійшов до тренерського штабу Касуко у першій команді. Коли клуб звільнив Касуко, Корреа тимчасово очолив основну команду на один матч проти Тенеріфе, після чого клуб призначив головним тренером Серхіо Крешича, а Корреа повернувся до роботи з юнаками.
З 1996 року працював головним тренером з клубами Терсери «Мар Менор» та «Каравака», а також у Сегунді Б з клубом «Лорка Депортіва», звідки був звільнений в середині жовтня 2008 року після поганого старту сезону — 2 перемоги, 3 нічиї та 4 поразки.
З 2010 року працював з юнацькою командою «Коста Кліда», а у червні 2011 року перейшов на посаду тренера молодіжної команди U-19 «Реала Мурсія».
У сезоні 2013/14 Корреа очолював «УКАМ Мурсію», з якою вийшов до Сегунди Б, але по завершенні сезону покинув клуб. Надалі працював з іншими командами Терсери «Оріуела», «КД Торрев'єха» та «Лос-Гаррес».

## Досягнення
- Переможець Сегунди (2): 1994/95, 1996/97
- Переможець Сегунди Б: 1992/93
- Срібний призер Кубка Америки: 1989